# Bent Larsen
Pour les articles homonymes, voir Larsen.
Jørgen Bent Larsen (né le 4 mars 1935 à Thisted au Danemark, mort le 9 septembre 2010 à Buenos Aires) est un joueur d'échecs danois, grand maître international depuis 1956.
Larsen a été six fois champion du Danemark et candidat au championnat du monde d'échecs à quatre occasions : en 1965, 1968, 1971 et 1977.
Il a remporté trois tournois interzonaux : Amsterdam 1964, Sousse 1967 et Bienne 1976, ainsi que de nombreux tournois d'échecs majeurs tout au long de sa carrière (dont le tournoi de Hastings et le tournoi des hauts-fourneaux de Beverwijk). Il a été le premier joueur à recevoir l'Oscar des échecs en 1967.
Depuis le début des années 1970, il vivait une partie de l'année à Las Palmas (Îles Canaries) et à Buenos Aires, avec son épouse d'origine argentine.
Bent Larsen est considéré comme le meilleur joueur d'échecs ayant jamais vu le jour au Danemark, et le meilleur joueur de Scandinavie jusqu'à l'émergence de Magnus Carlsen dans les années 2000. Dans la seconde moitié des années 1960 et au début des années 1970, Larsen était, avec Bobby Fischer, considéré comme le meilleur joueur non-soviétique dans le monde. Il fait pourtant partie, à l'instar de Paul Keres, David Bronstein ou Viktor Kortchnoï, des joueurs du sommet de l'élite qui dominèrent leur époque mais qui ne devinrent jamais champions du monde.

## Biographie
Bent Larsen naît à Tilsted, proche de la ville de Thisted au Danemark. Il apprend à jouer aux échecs à l'âge de 7 ans, avec l'aide d'un camarade de classe.
Ses études l'orientent vers une carrière d'ingénieur civil, mais il ne décrochera jamais son diplôme et décide en 1956 de devenir joueur d'échecs professionnel. En 1960, il fait une dernière tentative pour passer un examen d'ingénieur, tout en disputant le soir le mémorial Nimzowitsch à Copenhague.
Après une coupure due à son service militaire de 1961 à 1963, il se consacre par la suite entièrement aux échecs.
En 1980, il fait la connaissance de sa seconde épouse à Buenos Aires. À partir de cette époque, il vit en Argentine.
Bent Larsen meurt Le 9 septembre 2010 à Buenos-Aires, des suites d'une hémorragie cérébrale.

## Carrière

### Champion du Danemark (1954)
Bent Larsen a représenté deux fois le Danemark dans les Championnats du monde junior. Il  finit 4e-6e à Coventry-Birmingham en juin 1951 (6,5 points sur 11) ; puis, en 1953, à Copenhague, il termina 2e-4e de sa demi-finale (avec 6 / 9) et cinquième-huitième ex æquo de la finale A avec 2,5 points sur 7. En 1951-1952 et 1952-1953, il remporta le tournoi international junior de Trondheim (+7 =2) et (+8 =1). En match, il battit Eigil Pedersen à Aabybro (en) : +2 -1 =1 et perdit contre Hans Bouwmeester des Pays-Bas à Copenhague (0-2) en 1952. En 1953, à Esbjerg, il finit 5e-6e (+5 -3 =3) du championnat des pays nordiques remporté par Friðrik Ólafsson. En match, il battit Sterner (+1 =1) et fit match nul avec Jens Enevoldsen (3 à 3) à Copenhague (match d'entraînement pour le championnat du monde d'échecs junior de 1953).
En 1952, il remporta l'open des maîtres dans le championnat du Danemark à Herning avec 6,5 points sur 7 (+6 =1). L'année suivante, il termina 3e-6e du championnat danois de 1953 à Horsens avec 6 points sur 11.
En 1954, il gagna le premier de ses six titres de champion du Danemark à Aarhus (+7 -2 =2). Il conserva son titre les années suivantes : en 1955 à Aalborg (+9 =2) ; en 1956 à Copenhague (+8 =3) et en 1959 à Aarhus (+8 =2). En 1960 à Copenhague, il perdit le match de départage pour la première place avec Borge Andersen. Par la suite, il remporta le championnat en 1963 et 1964.
En 1954 à Copenhague, il remporta un tournoi d'entraînement, battit Bent Kolvig en match et fit match nul avec Olaf Barda. Il devint maître international en 1954 à l'âge de 19 ans, grâce à sa performance (médaille de bronze obtenue au premier échiquier) à l'Olympiade d'Amsterdam (+11 -3 =5).

### Grand maître international (1956)
En 1955, Bent Larsen remporta le championnat de Copenhague (+6 =3), ex æquo avec Ravn ; le championnat des pays nordiques à Oslo (+8 -2 =1), ex æquo avec  Olafsson et le tournoi des jeunes maîtres (moins de 25 ans) de Zagreb, ex æquo avec le Suisse Edwin Bhend, devant Istvan Bilek et Matulovic. À Göteborg, il perdit un match contre Gosta Danielsson de Suède : 0-2.  À la fin de l'année, il finit deuxième du tournoi du nouvel an de Stockholm (+4 -1 =4). Au début de 1956, il battit Friðrik Ólafsson lors du match de départage pour le championnat des pays nordiques à Reykjavik par le score de 4,5–3,5 (+4 -3 =1).
En 1956, il gagna le tournoi international de Copenhague par le score de 8/9 (+7 =2), le tournoi de Hanko en Finlande (+3 =4), ex æquo avec Matti Rantanen et devant Stahlberg, et le tournoi international de Gijón (+6 =3) devant Klaus Darga, Jan Hein Donner, Albéric O'Kelly de Galway et Jesús Díez del Corral. Il obtint le titre de grand maître international en 1956, après l'Olympiade de Moscou où il réalisa la meilleure performance (avec 13,5 points sur 19) et obtint la médaille d'or au premier échiquier. Il réussit à annuler sa partie contre le champion du monde de l'époque, Mikhaïl Botvinnik. À la fin de l'année, il remporta le tournoi de Hastings 1956-1957, ex æquo avec Gligoric et devant Olafsson et O'Kelly.
En 1957, il ne marqua que 5 / 13 lors de l'olympiade universitaire de Reykjavik, où participait au premier échiquier le futur champion du monde Mikhaïl Tal et perdit un match contre l'Allemand de l'Est Wolfgang Uhlmann à Fredericia ; il finit 3e-4e du tournoi zonal de Wageningue en octobre-novembre 1957 (victoire de Szabo devant Olafsson) et 3e-4e à Dallas en novembre-décembre 1957 (victoire de Gligoric et Reshevsky).
En février-mars 1958, il remporta le tournoi international de Mar del Plata devant William Lombardy, Oscar Panno et Erich Eliskases. La même année, il battit Donner en match à La Haye (+2 =2) et Stahlberg à Copenhague (+1 =1).
En 1958-1959, il participa à plusieurs tournois où participaient les grands maîtres internationaux soviétiques et américains mais sans succès : il finit seizième (avec 8,5 sur 20) du tournoi interzonal de Portoroz en août-septembre 1958. En février 1959, il termina huitième sur dix (avec 4 points sur 9) lors du tournoi de Beverwijk remporté par Olafsson. En avril 1959, il finit avant-dernier du mémorial Tchigorine à Moscou remporté par Smyslov, Bronstein et Spassky devant Filip, Portisch et Vassioukov. En mai-juin, il fut 5e-6e ex æquo avec Olafsson du tournoi de Zurich, remporté par Tal devant Gligoric, Fischer et Kérès. À la fin de l'année, Larsen fit une pause pour être le secondant de Fischer lors du tournoi des candidats de 1959. Il revint dans les tournois en remportant le tournoi de Beverwijk en 1960, à égalité avec Tigran Petrossian, puis il finit quatrième du mémorial Nimzowitsch à Copenhague.

### Tournois zonaux, interzonaux et matchs des candidats (1957 à 1982)
De 1958 à 1982, Bent Larsen prit part à huit tournois interzonaux et termina trois fois premier (en 1964, 1967 et 1976).
En 1964, il se qualifia pour la première fois de sa carrière pour le cycle des candidats au championnat du monde d'échecs, en terminant premier du tournoi interzonal d'Amsterdam, ex æquo avec les anciens et futurs champions du monde Mikhaïl Tal, Vassily Smyslov et Boris Spassky. Ce tournoi marqua l'entrée de Larsen parmi l'élite mondiale des joueurs d'échecs.
Larsen était plus à l'aise en tournoi qu'en match et les matchs des candidats pour le titre mondial ne lui réussirent guère. Il disputa neuf matchs lors des cycles des candidats dont deux matchs de départage. Il remporta trois quarts de finale (en 1965, 1968 et 1970) et deux matchs de classement pour la troisième place (en 1966 et 1969). Il perdit trois demi-finales des candidats (en 1965, 1968 et 1971) et un quart de finale (en 1977).
En 1971, après avoir été battu sèchement 6 à 0 par Bobby Fischer lors du match de demi-finale des candidats pour le championnat du monde d'échecs 1972, Larsen échoua à se qualifier pour le cycle suivant des candidats en 1973 et il cessa d'être un prétendant dangereux pour le titre mondial.

#### 1957 - 1960: seizième de l'interzonal
Bent Larsen se qualifia pour le tournoi interzonal de Portorož de 1958 grâce à sa 3e-4e place du tournoi zonal de Wageningue en 1957, mais il n'y occupa qu'une modeste 16e place (+5 -8 =7). De septembre à octobre 1959, il fut le secondant de Bobby Fischer dans le tournoi des candidats de Bled, Zagreb et Belgrade.
Il ne put se qualifier pour le tournoi interzonal de Stockholm de 1962, à cause de sa 4e place lors du tournoi zonal de Berg en Dal en 1960.

#### 1963 - 1966: vainqueur de l'interzonal, éliminé par Tal
De l'automne 1961 à l'automne 1963, Bent Larsen accomplit son service militaire, mais obtint une permission pour disputer le tournoi de Moscou 1962 et le tournoi zonal de Halle 1963.

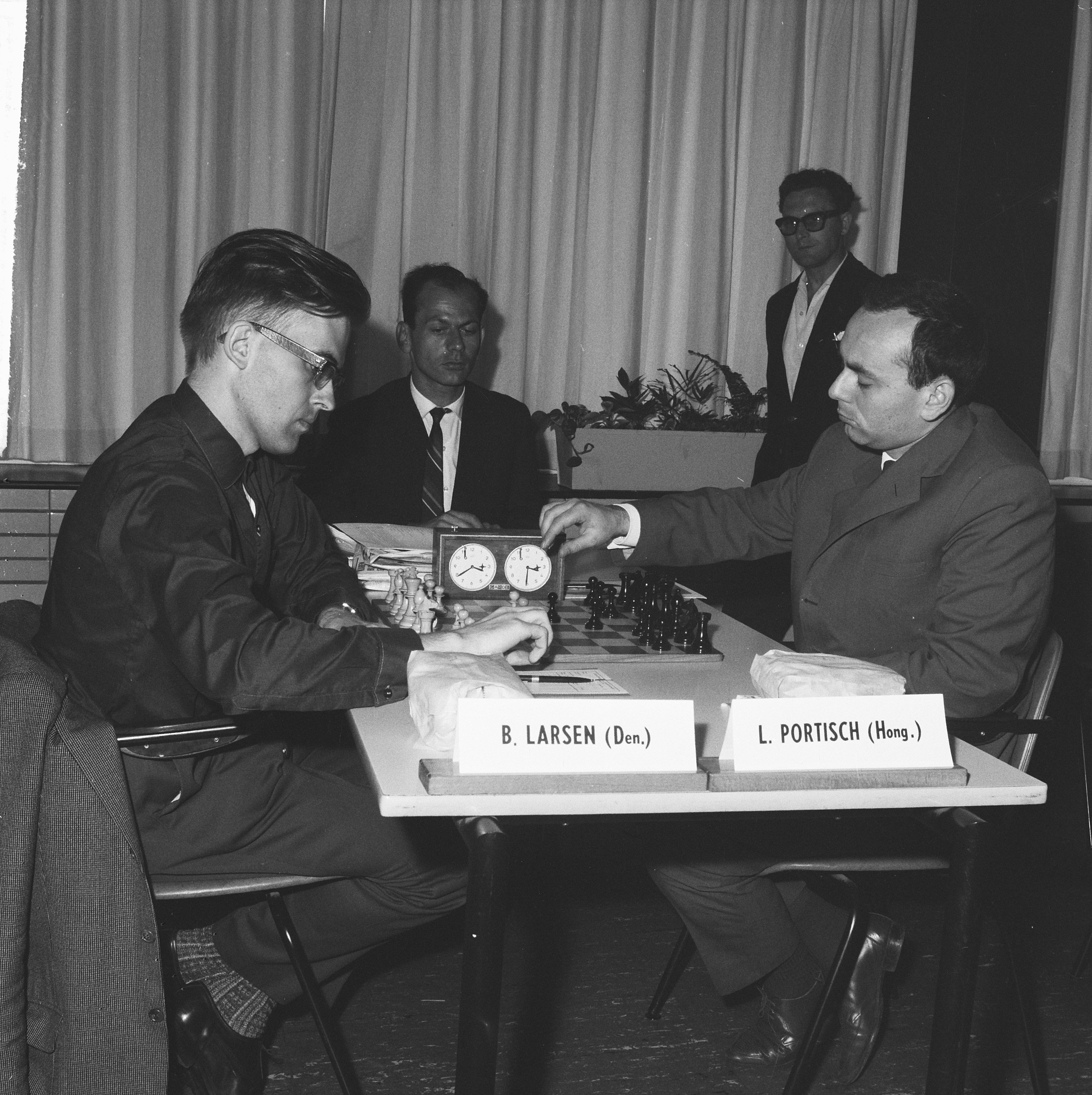
Larsen face à Portisch lors de l'Interzonal 1964.

Après sa deuxième place au tournoi zonal de Halle, en 1963, il effectua son retour en 1964 lors du tournoi interzonal d'Amsterdam qui fut un succès et une surprise pour les commentateurs, puisqu'il partagea la 1re-4e place avec Mikhaïl Tal, Vassily Smyslov et Boris Spassky, et devança David Bronstein, Leonid Stein et Samuel Reshevsky avec un score de 17/23 (+13 -2 =8). Il fut le seul non-Soviétique à occuper une des six premières places et se qualifia pour les matchs des candidats.
En 1965, il élimina Borislav Ivkov en quarts de finale des candidats (+4 -1 =3) avant d'être battu en demi-finale par Tal (+2 -3 =5).
Les règles de la Fédération internationale des échecs prévoyaient un match entre les deux éliminés des demi-finales pour déterminer qui se classait 3e du cycle des candidats afin qu'il puisse pallier l'éventuel désistement d'un qualifié durant le cycle ultérieur. En 1966 à Copenhague, Larsen remporta ce match contre Efim Geller (+3 -2 =4).

#### 1967 - 1969: vainqueur de l'interzonal, éliminé par Spassky
Lors du cycle suivant, l'interzonal de Sousse fut pour Larsen un triomphe, car il conquit la 1re place avec 1½ point d'avance sur ses poursuivants : Geller, Kortchnoï, Gligoric, Portisch, Reshevsky, Stein et Hort. Il marqua (+13 -3 =5), un score impressionnant pour ce niveau de compétition. Cette victoire lui donna le droit de disputer à nouveau les matchs des candidats.
En 1968, il domina Lajos Portisch en quarts de finale des candidats (+3 -2 =5) et tomba en demi-finale devant Boris Spassky (+1 -4 =3).
Pour la même raison qu'au cycle précédent, il disputa à Eersel en 1969 un match pour la 3e place contre Mikhaïl Tal et gagna (+4 -1 =3).

#### 1970-1971: deuxième de l'interzonal, éliminé par Fischer
En 1970 à Palma de Majorque, l'américain Bobby Fischer domina le tournoi interzonal, Larsen partageant la 2e-4e place (+9 -2 =12) après avoir battu le vainqueur, et accéda à nouveau aux matchs des candidats.
En 1971, Larsen battit Wolfgang Uhlmann en quarts de finale des candidats (+4 -2 =3) avant d'être sèchement éliminé par Fischer (+0 -6 =0).

#### 1973: cinquième de l'interzonal
En 1973, l'interzonal de Leningrad fut une grande déception pour Bent Larsen, puisqu'il ne prit que la 5e-6e place (+8 -5 =4), ce qui l'excluait de la course au titre. Il avait commencé le tournoi en marquant six points sur sept, mais perdit avec les Blancs contre le futur vainqueur Viktor Kortchnoï, puis quatre autres parties ensuite et finit 2,5 points derrière les vainqueurs.

#### 1976-1977: vainqueur de l'interzonal, éliminé par Portisch
Le succès revint à l'interzonal de Bienne en 1976 où Bent Larsen s'adjugea la première place devant Petrossian, Tal et Portisch (+8 -2 =9), ce qui lui ouvrit les portes des matchs des candidats.
Mais, en 1977 il disparut dès les quarts de finale des candidats, éliminé par Lajos Portisch (+2 -5 =3).

#### 1979 et 1982: septième et sixième de l'interzonal
En 1979, au tournoi de Riga et après un bon début, Bent Larsen perdit lors de la onzième ronde contre Lev Polougaïevski, perdit ensuite trois autres parties et termina 7e-8e, sur le score de 10 points sur 17 (+7 -4 =6).
Pour sa dernière participation aux cycles des candidats en 1982, il ne se classa que 6e-7e de l'interzonal de Las Palmas : 6,5/13 (+4 -4 =5).

### Victoires dans les tournois internationaux
De la fin des années 1950 aux années 1970, Bent Larsen comptait parmi les favoris des compétitions auxquelles il participait et il remporta de nombreux tournois.

#### 1955 à 1966
- 1955 :

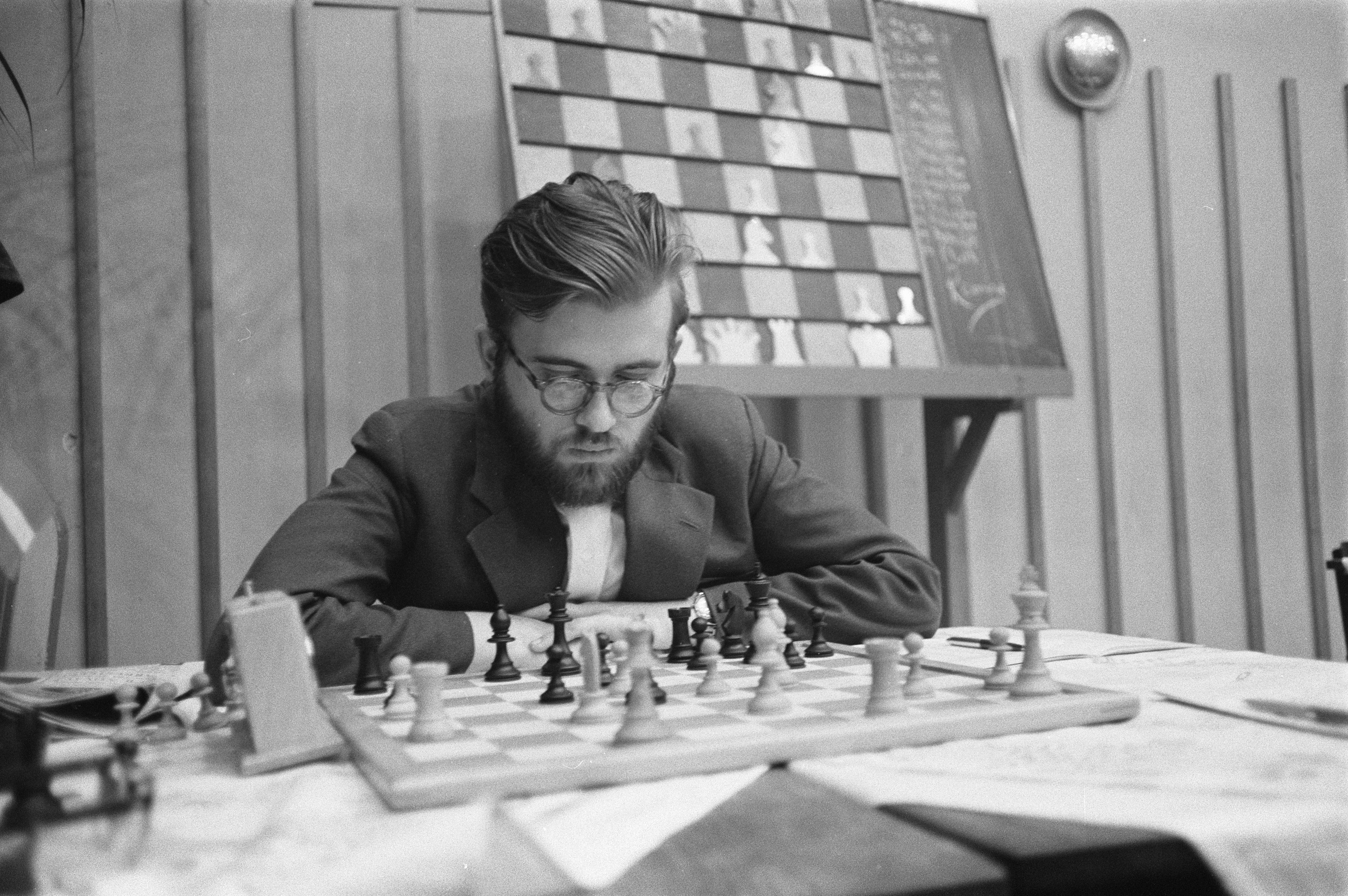
Bent Larsen au tournoi de Wijk aan Zee en 1961.

  - Oslo (championnat des pays nordiques), après un match de départage contre Olafsson
  - Zagreb (tournoi des jeunes maîtres)
- 1956 : 
  - Gijón, devant Darga, Donner et O'Kelly
  - Hanko (Finlande), ex æquo avec Ratanen
  - Copenhague, devant Fuchs et E. Pedersen
- 1956-1957 : Hastings, ex æquo avec Svetozar Gligorić, devant Olafsson et O'Kelly
- 1958 : Mar del Plata, devant Lombardy, Eliskases, Panno, Sanguineti,  Pilnik et Rossetto
- 1960 : Beverwijk, ex æquo avec Petrossian, devant Matanovic, Flohr et Donner
- 1961 : Beverwijk, ex æquo avec Borislav Ivkov
- 1964 :
  - Amsterdam (tournoi interzonal)
  - Amsterdam (tournoi IBM)
- 1966 : Le Havre : 9 / 11, deux points d'avance sur Polougaïevski et Kroguious.

Outre ces victoires, Larsen prit une troisième place à Santa Monica en 1966 (derrière Spassky et Fischer).

#### 1967 à 1970: Oscar du meilleur joueur de l'année 1967
Au début de l'année 1967, Larsen finit :
- troisième-cinquième (4,5 points sur 9) du tournoi du jubilé de la fédération suédoise à Stockholm (victoire de Kerès : 8/9) ;
- quatrième du tournoi de Beverwijk (victoire de Spassky) ;
- troisième du tournoi de Monaco remporté par Bobby Fischer devant Smyslov ;
- deuxième-troisième du tournoi de Dundee derrière Gligoric.

Dans cette première partie de l'année, il remporta l'open de Risskov (Danemark, 9/9, devant Pedersen, Taïmanov et Flohr).
Lors de la deuxième moitié de l'année 1967, en quatre mois, il remporta quatre tournois de suite avec 49,5 points sur 66 parties : 
- La Havane (mémorial Capablanca) : 15 / 19 (+11 =8), devant Taïmanov, Smyslov, Gligoric et Polougaïevski ;
- Winnipeg  au Canada : 6 / 9 (+3 =6), ex æquo avec Klaus Darga et devant Kérès, Spassky et Benko ;
- l'interzonal de Sousse en Tunisie : 15,5 / 21, devant Geller, Kortchnoï, Gligoric et Portisch ;
- Palma de Majorque : 13 / 17, devant Smyslov, Botvinnik, Portisch, Gligoric et Ivkov.

Grâce à ces succès, Larsen fut le premier récipiendaire de l'Oscar du meilleur joueur de l'année, récompense honorifique alors nouvellement créée et attribuée par les journalistes spécialisés.
En 1968, Larsen porta sa série de victoires à sept tournois en remportant 
- Monte-Carlo 1968 (9,5 / 13), devant Botvinnik, Hort, Portisch, Smyslov, Byrne et Benko ;
- Toronto (championnat open du Canada, 10,5/11) ;
- Aspen (championnat open des États-Unis, 11/12).

La série s'arrêta en décembre 1968 au tournoi de Palma de Majorque 1968  remporté par Viktor Kortchnoï 14 points sur 17. Larsen finit deuxième avec 13 / 17, en devançant Spassky et Petrossian.
En 1969, Larsen remporta deux tournois importants :
- Büsum (11 / 15, devant Polougaïevski, Gligoric, Ivkov, A. Zaïtsev et Bobotsov)
- Palma de Majorque (12 / 17, devant Petrossian, Hort, Kortchnoï et Spassky),

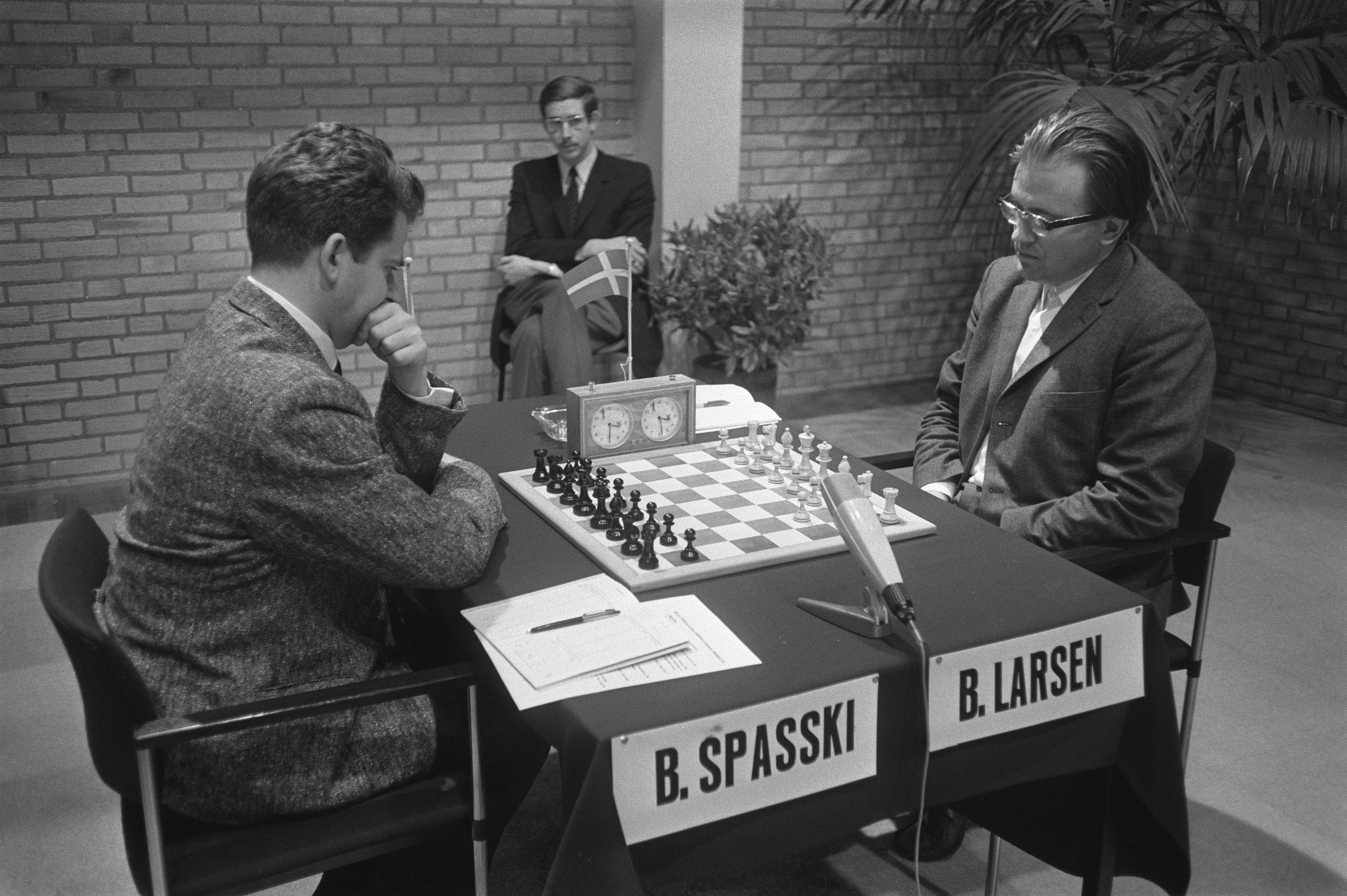
Boris Spassky face à Larsen à Leyde en 1970.

En avril-mai 1970, Larsen finit dernier, ex æquo avec Botvinnik, du tournoi quadrangulaire  de Leyde remporté par Spassky devant Donner. En mai-juin, il battit en match Lubomir Kavalek 6 à 2 (+5 -1 =2). 
La même année il remporta les tournois suivants :
- Lugano en mars (9,5 / 14, devant Olafsson, Unzicker, Gligoric, R. Byrne et Szabo),
- Saint-Jean de Terre-Neuve en juillet-août (championnat open du Canada, 9,5 / 10, devant Browne et Benko),
- Boston en août (championnat open des États-Unis, 10,5 / 12, devant Benko, R. Byrne et Browne)
- Vinkovci en octobre (10,5 / 15, devant Bronstein, Gligoric, Hort, Velimerovic, Petrossian et Taïmanov).

En novembre-décembre 1970, il termina deuxième de l'interzonal de Palma de Majorque remporté par Fischer, puis perdit contre Fischer son match de demi-finale des candidats en juillet 1971 après avoir battu Wolfgang Uhlmann en demi-finale (en mai-juin). À la fin de l'année 1971, il finit sixième-septième du tournoi de Palma de Majorque remporté par Ljubojevic et Panno.

#### 1972 à 1998
- 1972 : Teesside (un point devant Ljubojevic, Portisch, Gligoric, Tringov, Andersson, Parma et Gheorghiu)
- 1972-1973 : Hastings (devant Uhlmann)
- 1973 : 
  - Grenå (championnat des pays nordiques, système suisse, 9/11),
  - Londres (système suisse, 4,5 / 5, devant Nunn, Miles, Mestel, Keene et Basma, 30 joueurs)
  - Manille (12,5 points sur 15, devant Ljubojevic, Kavalek, Gligoric, Gheorghiu, Lombardy et Ivkov)
- 1974 :
  - New York (World Open, avec 8,5 points sur 9, devant Browne, 793 joueurs)
  - Alicante (championnat d'Espagne par équipe, 7,5/9 au premier échiquier)
- 1975 : Orense (11,5/15, devant Andersson, Ljubojevic, Gheorghiu, Quinteros, Lombardy et Pomar)
- 1976 : 
  - Arrecife (Lanzarote, devant Darga),
  - Blanes et Malgrat de Mar (tournoi Costa Brava, 7,5 / 9)
  - Bienne (interzonal, devant Petrossian, Portisch et Tal)
- 1977 :
  - Genève (8,5 / 13 devant Andersson, Sosonko et Pachman),
  - Ljubljana-Portoroz (mémorial Milan Vidmar, 9,5 / 13, devant Hort, Savon et Tsechkovski)
- 1978 : 
  - open de Lone Pine (7,5 / 9, devant Polougaïevski, Portisch, Petrossian, Stean, Bisguier Benko, Miles et Olafsson)
  - Esbjerg (coupe de la Mer du Nord, 11 / 13)
- 1979 : 
  - Buenos Aires (11 points sur 13 et 3 points d'avance sur Spassky, Miles, Najdorf, Andersson, suivis de Gheorghiu, Ivkov et Petrossian),
  - Copenhague (8 / 11, devant Westerinen)

- 1980 : Buenos Aires (9,5 points sur 13, devant Timman, Ljubojevic, Karpov, Andersson, Najdorf et Hort)
- 1981 : Buenos Aires
- 1983 : Buenos Aires
- 1985 : 
  - Naestved (mémorial Nimzowitch), 6,5 / 11, ex æquo avec Browne et Vaganian et devant Short, Nikolic, Tal, Andersson et Nunn,
  - Reykjavik, devant Spassky, Van der Wiel, Hort et Youssoupov
- 1986-1987 : Hastings, ex æquo avec Chandler, Lputian et Speelman
- 1988 : open de Naestved
- 1989 : Londres : 9,5 / 13
- 1990 : New York : 6,5 / 9
- 1997 : La Plata : 6 / 9
- 1998 : open El Corte Inglés à Las Palmas : 7 / 9

Larsen prit aussi les places d'honneur de nombreux autres tournois prestigieux : en mai-juin 1972, Larsen termina 2e-3e du tournoi de Las Palmas (victoire de Portisch), puis, en août 1972, il finit 2e-6e du championnat open des États-Unis à Atlantic City (New Jersey, victoire de Browne). En avril 1976, il finit deuxième du tournoi de Las Palmas remporté par Geller. En mai 1977, il finit deuxième du tournoi de Las Palmas remporté par Karpov. En juin 1979, Larsen finit deuxième ex æquo du mémorial Milan Vidmar remporté par Timman (en avril-mai 1979, il fut dernier du super-tournoi de Montréal).
Dans les années 1980, il occupa les deuxièmes places au tournoi de Bugojno en 1980 (derrière Karpov) et à Niksic en 1983 (derrière Kasparov).

### Compétitions par équipes

#### Olympiades (1954 – 1970)
Larsen défendit les couleurs du Danemark au cours de six éditions et joua toujours au premier échiquier. À la différence des autres grands maîtres de son niveau qui se faisaient souvent remplacer, il présentait la particularité de jouer un nombre élevé de parties en participant à presque toutes les rondes des Olympiades. 
- 1954 - Amsterdam : +11 -3 =5 - Médaille de bronze individuelle
- 1956 - Moscou : +11 -1 =6 - Médaille d'or individuelle
- 1958 - Munich : +11 -4 =4
- 1966 - La Havane : +9 -5 =4
- 1968 - Lugano : +8 -5 =5
- 1970 - Siegen : +11 -2 =4 - Médaille de bronze individuelle

À partir de 1972, Larsen refusa de participer aux compétitions par équipes organisées par la Fédération internationale des échecs pour protester contre la prise en compte des résultats individuels des participants lors de ces compétitions dans le calcul de leur classement Elo. Il considérait que seul le résultat collectif des équipes devait compter.

#### Match URSS contre le Reste du monde (1970)
En 1970, Larsen occupa le premier échiquier de l'équipe du Reste du monde qui affrontait les meilleurs joueurs de l'Union soviétique lors du match URSS - Reste du monde.
Pour la rencontre de 1970 à Belgrade, il était initialement prévu que l'américain Bobby Fischer jouât au premier échiquier de la sélection internationale. Mais Larsen fit valoir que ses résultats des années passées étaient supérieurs à ceux de l'Américain (Fischer n'avait disputé qu'une seule partie en 1969 et effectuait sa rentrée en compétition) et revendiqua le droit d'être à la tête des adversaires de l'URSS. Il menaça même de se retirer si sa demande n'était pas acceptée. Fischer accepta cependant d'occuper le deuxième échiquier. Certains commentateurs s’étonnèrent de ce choix (étonnant par rapport à sa personnalité), comme si Fischer évitait d’affronter le champion du monde Boris Spassky au 1er échiquier.
Finalement, Larsen fut opposé à Spassky. Leur match se solda par une égalité : Larsen remporta une partie, fit une nulle et perdit une partie (+1 -1 =1). Le champion du monde, en méforme, fut remplacé par Leonid Stein lors de la quatrième ronde (sous le prétexte d'une légère maladie) ; Larsen remporta cette dernière partie et finit le tournoi sur le score global de 2,5 points sur 4 (+2 -1 =1).

#### Championnat d'Europe par équipes (1971)
En 1971, le Danemark disputa la phase préliminaire de cette compétition, mais ne put se qualifier pour phase finale de Bath en 1973. Larsen y marqua 5 points sur 6 (+1 -1 contre Włodzimierz Schmidt, 2-0 contre Wolfgang Uhlmann et 2-0 contre Ilkka Saren).
Il ne participa pas aux autres éditions de cette épreuve.

### Fin de carrière
En 1988, Bent Larsen perdit une partie contre l'ordinateur d'échecs Deep Thought lors du Software Toolworks Championship, devenant ainsi le premier grand maître à essuyer une défaite contre un ordinateur en tournoi.
Malgré ces revers, Larsen continua de jouer de façon occasionnelle. En 1999, il finit 7e sur 10 au championnat du Danemark ; il fut quatrième au Mémorial Najdorf à Buenos Aires en 2002.
En juillet 2004, son classement Elo était encore de 2 470 points.

## Style et contributions à la théorie des ouvertures: le début Larsen

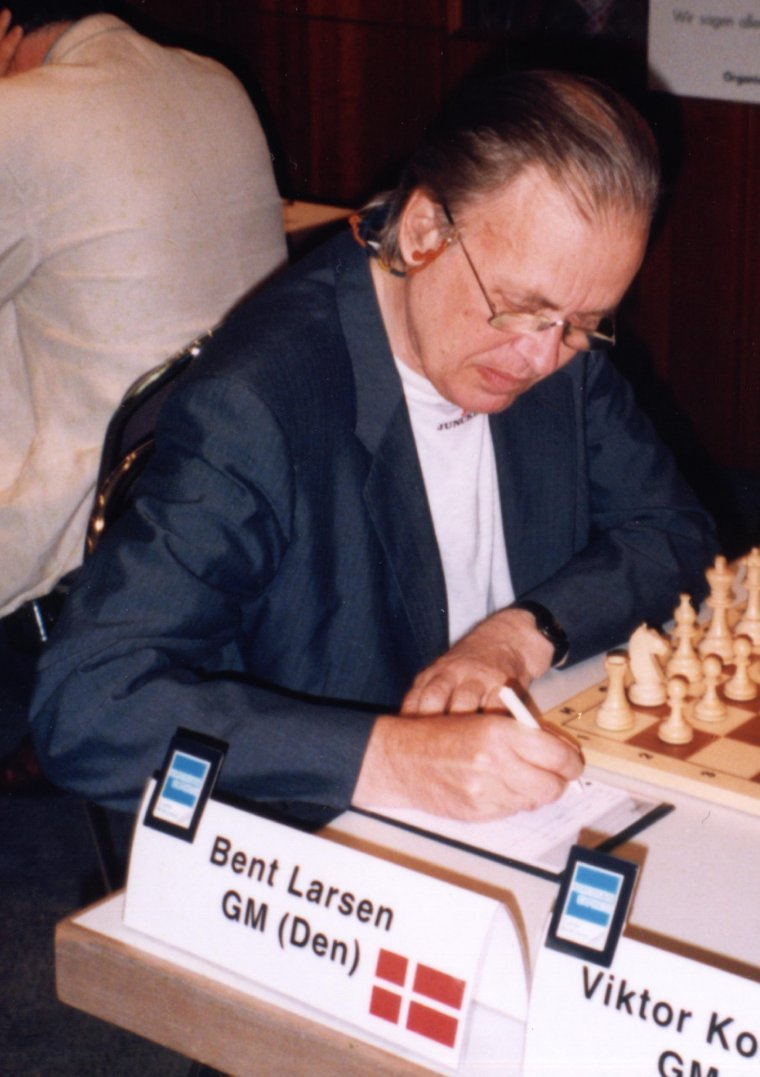
Bent Larsen en 1998.

Le style de Bent Larsen est marqué par des attaques farouches, celui-ci jouant exclusivement pour le gain, au lieu de rechercher des nulles tranquilles, ce qui lui a parfois valu quelques désillusions. Ceci fut particulièrement vrai lors de son match en 1971 face à Bobby Fischer au cours des qualifications pour le championnat du monde 1972 où Larsen pouvait annuler certaines parties, mais préféra jouer pour le gain et perdit sur le score sans appel de 6 à 0.
Larsen est un joueur doté d'une grande imagination, essayant de nombreuses idées jugées peu orthodoxes. On peut se rappeler ses ouvertures peu habituelles. Il est l'un des très rares grands maîtres à avoir employé le début Bird (1. f4) assez régulièrement, et avec lequel il battit Boris Spassky au tournoi interzonal d'Amsterdam en 1964, ou l'attaque Nimzo-Larsen (1. b3), nommée ainsi en son honneur et celui de Aaron Nimzowitsch. En 1979, il vainquit Anatoli Karpov à Montréal avec la peu fréquente défense scandinave (1.e4 d5).
Larsen apporta aussi sa contribution à des ouvertures plus classiques.
Selon Garry Kasparov et Viswanathan Anand, les idées de Larsen jouèrent un rôle décisif dans le développement de la variante de Méran améliorée de la défense semi-slave, caractérisée par le coup de Larsen : 8. ... Fb7 !? (après 1. d4 d5 2. c4 c6 3. Cf3 Cf6 4. Cc3 e6 5. e3 Cbd7 6. Fd3 dxc4 7. Fxc4 b5 8. Fd3). Larsen utilisa cette variante avec les Noirs dans ses quarts de finale des candidats contre Ivkov (en 1965), Portisch (en 1968) et Uhlmann (en 1971).
En 1980, au tournoi de Tilburg, Larsen battit Karpov, alors champion du monde en titre avec les Noirs en utilisant une innovation dans la défense Petrov qui, selon Kasparov, « donna naissance à une nouvelle manière de penser dans la défense Petrov. »

## Deux parties remarquables
Bien que Bent Larsen ait un total négatif contre Bobby Fischer, il le battit deux fois avec les Noirs. Voici l'une de ses victoires à Santa Monica en 1966, au cours de la seconde Coupe Piatigorsky.
Robert James Fischer - Bent Larsen

2e Coupe Piatigorsky, Santa Monica, ronde 6, 25 juillet 1966

Partie espagnole (code ECO : C82) :

1. e4 e5 2. Cf3 Cc6 3. Fb5 a6 4. Fa4 Cf6 5. O-O Cxe4 6. d4 b5 7. Fb3 d5 8. dxe5 Fe6 9. c3 Fc5 10. Cbd2 O-O 11. Fc2 Ff5 12. Cb3 Fg4 13. Cxc5 Cxc5 14. Te1 Te8 15. Fe3 Ce6 16. Dd3 g6 17. Fh6 Ce7 18. Cd4 Ff5 19. Cxf5 Cxf5 20. Fd2 Dh4 21. Df1 Cc5 22. g3 Dc4 23. Dg2 Cd3 24. Fxd3 Dxd3 25. Fg5 c6 26. g4 Cg7 27. Te3 Dd2 28. b3 b4 29. Dh3 bxc3 30. Dh6 Ce6 0-1
Dans le même tournoi, avec les Blancs, il prit aussi le dessus sur le champion du monde Tigran Petrossian.
Bent Larsen - Tigran Petrosian

2e Coupe Piatigorsky, Santa Monica, ronde 7, 27 juillet 1966

Défense sicilienne (code ECO : B39) :

1.e4 c5 2.Cf3 Cc6 3.d4 cxd4 4.Cxd4 g6 5.Fe3 Fg7 6.c4 Cf6 7.Cc3 Cg4 8.Dxg4 Cxd4 9.Dd1 Ce6 10.Dd2 d6 11.Fe2 Fd7 12.0-0 0-0 13.Tad1 Fc6 14.Cd5 Te8 15.f4 Cc7 16.f5 Ca6 17.Fg4 Cc5 18.fxg6 hxg6 19.Df2 Tf8 20.e5 Fxe5 21.Dh4 Fxd5 22.Txd5 Ce6 23.Tf3 Ff6 24.Dh6 Fg7 25.Dxg6 Cf4 26.Txf4 fxg6 27.Fe6+ Tf7 28.Txf7 Rh8 29.Tg5 b5 30.Tg3 1-0

## Publications
- Mes 50 meilleures parties d'échecs, Londres (1970), Éd. Payot 1972, rééd. Petite Bibliothèque Payot, 1992
- Les Coups de maître aux échecs, Payot, 1989
- (en) Why not the Philidor's Defense?, Chess Digest, 1961, 34 pages[11]
- (en) Karpov vs Korchnoi, World Chess Championship 1978, 1978
- (de) Ich spiele auf Sieg, éd. Kühnle-Woods, Zürich, 1971
- (de) Alle Figuren grefen an, Band I, SchachDepot Verlag, 2009